# Tfue
Pour les articles homonymes, voir Tfue (homonymie).
 (mars 2021).
La mise en forme du texte ne suit pas les recommandations de Wikipédia : il faut le « wikifier ».
Les points d'amélioration suivants sont les cas les plus fréquents. Le détail des points à revoir est peut-être précisé sur la page de discussion.
- Les titres sont pré-formatés par le logiciel. Ils ne sont ni en capitales, ni en gras.
- Le texte ne doit pas être écrit en capitales (les noms de famille non plus), ni en gras, ni en italique, ni en « petit »…
- Le gras n'est utilisé que pour surligner le titre de l'article dans l'introduction, une seule fois.
- L'italique est rarement utilisé : mots en langue étrangère, titres d'œuvres, noms de bateaux, etc.
- Les citations ne sont pas en italique mais en corps de texte normal. Elles sont entourées par des guillemets français : « et ».
- Les listes à puces sont à éviter, des paragraphes rédigés étant largement préférés. Les tableaux sont à réserver à la présentation de données structurées (résultats, etc.).
- Les appels de note de bas de page (petits chiffres en exposant, introduits par l'outil «  Source ») sont à placer entre la fin de phrase et le point final[comme ça].
- Les liens internes (vers d'autres articles de Wikipédia) sont à choisir avec parcimonie. Créez des liens vers des articles approfondissant le sujet. Les termes génériques sans rapport avec le sujet sont à éviter, ainsi que les répétitions de liens vers un même terme.
- Les liens externes sont à placer uniquement dans une section « Liens externes », à la fin de l'article. Ces liens sont à choisir avec parcimonie suivant les règles définies. Si un lien sert de source à l'article, son insertion dans le texte est à faire par les notes de bas de page.
- La présentation des références doit suivre les conventions bibliographiques. Il est recommandé d'utiliser les modèles {{Ouvrage}}, {{Chapitre}}, {{Article}}, {{Lien web}} et/ou {{Bibliographie}}. Le mode d'édition visuel peut mettre en forme automatiquement les références.
- Insérer une infobox (cadre d'informations à droite) n'est pas obligatoire pour parachever la mise en page.

Pour une aide détaillée, merci de consulter Aide:Wikification.
Si vous pensez que ces points ont été résolus, vous pouvez retirer ce bandeau et améliorer la mise en forme d'un autre article.
Tfue, de son vrai nom Turner Ellis Tenney, est un streameur américain et un joueur esport né le 2 janvier 1998. Il est connu pour ses diffusions en ligne sur les plateformes YouTube et Twitch.

## Jeunesse
Turner Ellis Tenney est originaire d'Indian Rocks Beach, en Floride. Il quitte rapidement l'école secondaire, car ses parents et lui constatent que le milieu scolaire ne lui est pas adapté. Il est donc scolarisé à la maison et reçoit une bonne partie de son enseignement via les vidéos de la plateforme Khan Academy.
Tenney apparait pour la première fois sur Internet à l'âge de 8 ans. Avec son frère Jack et quelques amis, ils créent Joog Squadalors, un collectif de cascadeurs qui s'inspire de la série de téléréalité Jackass, et publient les vidéos de leurs cascades sur le web.
Vers l'âge de 12 ans, il commence à jouer aux jeux vidéo Halo et Call of Duty. Il choisit par la suite le pseudonyme Tfue dû au hasard, car il cherchait un pseudonyme disponible et composé de seulement quatre lettres.

## Carrière dans l'e-sport et le streaming
C'est en jouant à Destiny que Tenney commença sa carrière de joueur esport professionnel, il détient d'ailleurs un record du monde sur ce dernier,. Il s'associa à Twitch et commença à streamer en avril 2014.
Tenney publie la première vidéo de sa chaîne YouTube le 16 novembre 2014 sur le jeu Call of Duty : Advanced Warfare.
Il découvre les jeux du type battle royale en jouant à PlayerUnknown's Battlegrounds et à H1Z1 dont il diffuse en ligne plusieurs parties. Il rencontre alors pour la première fois en compétition, Tyler Blevins (Ninja) à l'occasion d'un tournoi professionnel de H1Z1.
À la sortie du jeu vidéo populaire Fortnite Battle Royale, Tenney est classé comme l'un des meilleurs joueurs au monde par certaines publications spécialisées, et sa popularité augmente alors rapidement, passant de 7 228 nouveaux abonnés et 134 000 vues sur sa chaîne Twitch en mars 2018 à 778 000 nouveaux abonnés et 11,5 millions de vues en juillet 2018.
Le 30 avril 2018, il rejoint FaZe Clan, une organisation professionnelle d'esport. Il déménage alors à Hollywood Hills, quartier de Los Angeles, pour rejoindrela maison du FaZe Clan.
En mai 2019, Tenney intente un procès contre les membres de FaZe Clan à la cour judiciaire de Californie, affirmant qu'ils auraient fait pression sur lui pour qu'il vive dans l'une de leurs maisons à Los Angeles et l'auraient poussé à boire et à jouer illégalement. FaZe l'aurait également encouragé à se livrer à des cascades dangereuses. Enfin, Tenney juge que son contrat est inéquitable et que FaZe Clan a pris plus que son dû. FaZe Clan répond sur Twitter avoir encaissé seulement 60 000$ de ses vidéos commanditées. Son contrat fuite quelques jours après dans le média spécialisé en divertissements The Blast. Le 1er août 2019, FaZe Clan intente un contre procès dans l'État de New York. Les poursuites des deux côtés furent abandonnées en août 2020 et l'affaire fut réglée à l'amiable. Cette affaire contribue à raviver le débat sur la syndicalisation des athlètes d'esport.

## Vie privée
Il entretint une liaison de quelques mois avec la vloggeuse Corina Kopf jusqu'en février 2020.
Il est un grand amateur de skateboard, de surf et de skimboard.

## Voir également
- Liste des chaînes Twitch les plus suivies
- Twitch
- Epic Games